# Darboux-tétel
A Darboux-tétel a matematikai analízisben azt mondja ki, hogy egy intervallumon differenciálható függvény deriváltfüggvénye olyan, hogy bármely két függvényértéke közé eső értéket felvesz. A tétel egyik következménye, hogy a deriváltfüggvénynek ugrása vagy megszüntethető szakadása semmiképpen nem lehet.

## A tétel
Minden differenciálható valós-valós függvény deriváltfüggvénye Darboux-tulajdonságú.

## Bizonyítás
Elegendő belátni, hogy ha egy f : [a,b]{\displaystyle \rightarrow } R korlátos és zárt intervallumon értelmezett, differenciálható (a végpontokban balról, jobbról differenciálható) függvény  olyan, hogy f '(a) < f '(b), akkor minden m ∈ (f '(a),f '(b)) nyílt intervallumbeli értékhez található olyan c ∈ (a,b) nyílt intervallumbeli pont, hogy m = f '(c).

### Weierstrass tételével
Definiáljuk minden x ∈ [a,b]-re a
{\displaystyle g(x):=f(x)-m\cdot x}
függvényt. Minthogy f is, így g is folytonos és differenciálható. g deriváltja:
{\displaystyle g'(x):=f'(x)-m\,}
azaz ha g '(x) = 0, akkor f '(x) = m, így feladatunk, hogy keressünk a belső pontok között zérushelyet g '-nek. Weierstrass tétele értelmében létezik g-nek minimuma. Ha ez a-ban van, akkor g '(a) = f '(a) – m < 0 miatt ott a függvény lokálisan csökkenne és lenne g(a)-nál kisebb értéke, ami lehetetlen. Ugyanígy g '(b) > 0 miatt lenne b előtt a függvénynek g (b)-nél kisebb értéke. A minimum helye tehát csak (a,b)-ben lehet és akkor a szélsőértékekre vonatkozó Fermat-tétel szerint ott g deriváltja 0, f deriváltja pedig, így m. ■

### A Lagrange-féle középértéktétellel
Definiálni fogunk egy folytonos függvényt, melynek minden helyettesítési értéke olyan alakú, mint a Lagrange-féle középértéktételben szereplő hányados. Ennek a hányadosnak az értéke fog végigfutni az (f '(a), f '(b)) nyílt intervallum minden pontján, és így ad majd az f ' deriváltfüggvény, alkalmas c pontban m függvényértéket.
Legyen k az a és b számtani közepe. Legyen 
{\displaystyle g:(a,b)\rightarrow \mathbb {R} ;\;x\mapsto {\begin{cases}{\cfrac {1}{2}}\cdot {\cfrac {f(x+x-a)-f(a)}{x-a}},&{\mbox{ha }}x\in (a,k],\\{\cfrac {1}{2}}\cdot {\cfrac {f(x+x-b)-f(b)}{x-b}},&{\mbox{ha }}x\in (k,b)\end{cases}}}
Ellenőrizhetjük, hogy a g függvény k-ban is folytonos. A kissé bonyolult definíció azért van, hogy a hányadosfüggvény a végpontokban határértékként az egyoldali deriváltakat adja. Például a L’Hôpital-szabállyal vagy egyszerűen a δ = x - a {\displaystyle \rightarrow } 0 határátmenetet véve és az f differenciálhatóságra hivatkozva igazolhatjuk ugyanis, hogy:
{\displaystyle \lim _{a}g=f'(a)\,} és
{\displaystyle \lim _{b}g=f'(b)\,}
Ekkor a Bolzano–Darboux-tétel következményeként létezik olyan ξ ∈ (a,b), hogy g(ξ) = m. Attól függően, hogy ξ az (a,b) melyik felébe esik, felírható vagy 
{\displaystyle m={\cfrac {f(2\xi -a)-f(a)}{(2\xi -a)-a}}}, vagy
{\displaystyle m={\cfrac {f(2\xi -b)-f(b)}{(2\xi -b)-b}}}
tehát a Lagrange-féle középértéktétel következményeként vagy az ( a , 2ξ-a ) vagy a ( 2ξ-b , b ) nyílt intervallum valamely c pontjában fennáll az f '(c) = m egyenlőség. ■

## Megjegyzés
Világos, hogy a tétel akkor is igaz, ha f a zárt [a,b]-n folytonos, és a nyílt (a,b)-n differenciálható.
Minden folytonos függvény Darboux-féle, de a Darboux-tulajdonság nem jelent automatikusan folytonosságot, például a
{\displaystyle 2x\sin {\frac {1}{x}}-\cos {\frac {1}{x}}}
függvény Darboux-féle, de nem folytonos.

## Alkalmazás
A tétel szükséges kritériumot ad arra, hogy mely függvények lehetnek egy szakasz minden pontjában differenciálható függvény deriváltja:
Nem lehet derivált
- a szignumfüggvény nullát tartalmazó intervallumon
- az egészrészfüggvény egynél hosszabb intervallumon
- a Dirichlet-függvény, ami x-hez 1-et rendel, ha x racionális, és 0-t, ha x irracionális.